# Liste des monuments historiques de Château-Thierry
Cet article recense les monuments historiques de Château-Thierry, en France.

## Statistiques
Château-Thierry compte 13 édifices comportant au moins une protection au titre des monuments historiques, soit 1,13 % des monuments historiques du département de l'Aisne. Cinq édifices comportent au moins une partie classée ; les huit autres sont inscrits.
Le graphique suivant résume le nombre d'actes de protection par décennies (depuis 1880) :

## Liste
| Monument                                      | Adresse                   | Coordonnées                      | Notice         | Protection | Date             | Illustration                                  |
| --------------------------------------------- | ------------------------- | -------------------------------- | -------------- | ---------- | ---------------- | --------------------------------------------- |
| Château de Château-Thierry                    |                           | 49° 02′ 47″ nord, 3° 24′ 11″ est | « PA00115584 » | Classé     | 2 août 1932      | Château de Château-Thierry                    |
| Couvent des Capucins de Château-Thierry       |                           | 49° 02′ 28″ nord, 3° 24′ 05″ est | « PA00115585 » | Inscrit    | 27 décembre 1988 | Couvent des Capucins de Château-Thierry       |
| Église réformée américaine de Château-Thierry | Place de l'Hôtel-de-Ville | 49° 02′ 45″ nord, 3° 24′ 08″ est | « PA02000047 » | Inscrit    | 9 avril 2003     | Église réformée américaine de Château-Thierry |
| Église Saint-Crépin de Château-Thierry        |                           | 49° 02′ 44″ nord, 3° 23′ 51″ est | « PA00115586 » | Classé     | 20 août 1957     | Église Saint-Crépin de Château-Thierry        |
| Hôtel particulier                             | 68 rue Saint-Martin       | 49° 02′ 39″ nord, 3° 23′ 37″ est | « PA00115587 » | Inscrit    | 11 juin 1943     | Hôtel particulier                             |
| Hôtel particulier                             | 10 rue Saint-Martin       | 49° 02′ 43″ nord, 3° 23′ 47″ est | « PA02000002 » | Inscrit    | 2 février 1996   | Hôtel particulier                             |
| Hôtel de ville de Château-Thierry             | Place de l'Hôtel-de-ville | 49° 02′ 46″ nord, 3° 24′ 09″ est | « PA02000058 » | Inscrit    | 17 août 2005     | Hôtel de ville de Château-Thierry             |
| Hôtel-Dieu de Château-Thierry                 | rue du château            | 49° 02′ 45″ nord, 3° 24′ 15″ est | « PA02000063 » | Inscrit    | 26 janvier 2007  | Hôtel-Dieu de Château-Thierry                 |
| Monument américain de Château-Thierry         |                           | 49° 02′ 19″ nord, 3° 22′ 19″ est | « PA02000093 » | Inscrit    | 11 juillet 2018  | Monument américain de Château-Thierry         |
| Musée Jean-de-La-Fontaine                     |                           | 49° 02′ 48″ nord, 3° 24′ 00″ est | « PA00115588 » | Classé     | 8 janvier 1910   | Musée Jean-de-La-Fontaine                     |
| Porte Saint-Jean                              |                           | 49° 02′ 52″ nord, 3° 24′ 20″ est | « PA00115589 » | Classé     | 22 octobre 1921  | Porte Saint-Jean                              |
| Porte Saint-Pierre                            |                           | 49° 02′ 54″ nord, 3° 24′ 22″ est | « PA00115590 » | Classé     | 12 juillet 1886  | Porte Saint-Pierre                            |
| Remparts de Château-Thierry                   | Rue de la Barre           | 49° 02′ 50″ nord, 3° 24′ 22″ est | « PA00115591 » | Inscrit    | 19 mai 1927      | Remparts de Château-Thierry                   |
| Tour Balhan                                   | 16 rue du Pont            | 49° 02′ 42″ nord, 3° 24′ 10″ est | « PA00115592 » | Inscrit    | 2 décembre 1926  | Tour Balhan                                   |